# 東帕爾邁拉 (紐約州)
東帕爾邁拉（英語：East Palmyra）是位於美國紐約州韋恩縣的非建制地區。

## 歷史
東帕爾邁拉的郵局於1833年設立，其後於1897年停運。

## 地理
東帕爾邁拉所處的海拔為高於海平面135米（即443英呎），而該地所採用的時區為UTC-5，即北美东部时区（EST）。同時該地設有夏令時間，為UTC-5調快一小時，即UTC-4（EDT）。